# Хлоратна кислота
Хлоратна кислота — HClO3, сильна одноосновна кислота, в якій хлор має ступінь окиснення +5. У вільному вигляді не отримана; у водних розчинах при концентрації нижче 30 % на холоді досить стійка; в більш концентрованих розчинах розпадається:
8HClO3 → 4HClO4 + 3O2 + 2Cl2 + 2H2O

## Отримання
Хлоратна кислота утворюється при розкладанні хлорнуватистої кислоти, при електролізі розчинів хлоридів. В лабораторних умовах її отримують при взаємодії хлорату барію з розведеної сірчаною кислотою:
Ba(ClO3)2 + H2SO4 → BaSO4 + 2HClO3

## Хімічні властивості
Хлоратна кислота — сильний окисник; її окиснювальна здатність збільшується із зростанням концентрації та температури. HClO3 легко відновлюється до соляної кислоти:
HClO3 + 6HBr → HCl + 3Br2 + 3H2O
У слабокислому середовищі HClO3 відновлюється сірчистою кислотою H2SO3 до Cl-, але при пропусканні суміші SO2 і повітря крізь сильнокислий розчин, виходить діоксид хлору:
2HClO3 + H2SO3 → 2ClO2 + H2SO4 + H2O
Від 40%-ної хлоратної кислоти запалюється, наприклад, фільтрувальний папір.

## Похідні хлоратної кислоти
Хлоратні кислоті відповідають солі — хлорати; з них найбільше значення мають хлорат натрію, калію (бертолетова сіль), кальцію і магнію. Солі хлоратної кислоти — сильні окисники, в суміші з відновниками є вибухонебезпечними.